# La Klara i el lladre de pomes
La Klara i el lladre de pomes (títol original en noruec, KuToppen) és una pel·lícula de comèdia d'animació noruega del 2018 dirigida per Lise I. Osvoll a partir d'un guió d'Anne Elvedal. Produïda per Qvisten Animation en coproducció amb The Lipp i Vigmostad &amp; Bjørke, la pel·lícula es basa en l'atracció titular al parc zoològic de Kristiansand. Es va estrenar a Noruega el 19 d'octubre de 2018, i va tenir un import brut mundial d'1.330.576 dòlars. S'ha doblat al català.